# 다니엘 가르시아 로드리게스
다니엘 가르시아 로드리게스(스페인어: Daniel García Rodríguez, 1987년 9월 21일 ~ )는 스페인의 축구 선수이다. 별칭은 토티(스페인어: Toti)이며, 현재 CD 기후엘로에서 미드필더로 활약하고 있다.